# Avortement en Colombie

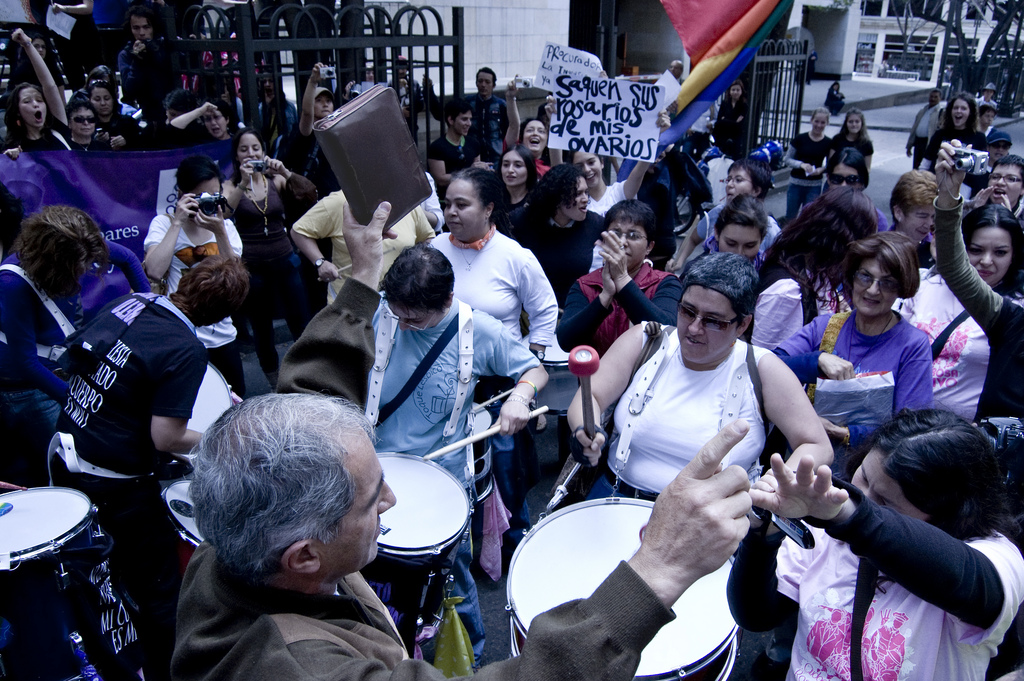
Manifestation en faveur du droit à l'avortement en Colombie en 2009.

L'avortement en Colombie est légal depuis le 21 février 2022, à la suite d'un arrêt de la Cour constitutionnelle. Les femmes ont ainsi la possibilité de recourir à un avortement pour n'importe quel motif jusqu'au sixième mois de gestation (24e semaine),.
La Cour constitutionnelle dépénalise son usage le 10 mai 2006 pour les cas de viol, d'une malformation du fœtus empêchant sa survie après la naissance ou d'une grossesse mettant en danger la santé de la mère. Les médecins peuvent cependant refuser de procéder à un avortement par objection de conscience. Entre 1979 et 2006, cinq propositions de loi de dépénalisation sont rejetées.